# Saint-Genis-de-Saintonge
 Saint-Genis-de-Saintonge  es una población y comuna francesa, situada en la región de Poitou-Charentes, departamento de Charente Marítimo, en el distrito de Jonzac y cantón de Saint-Genis-de-Saintonge.

## Demografía
| 956 | 862 | 968 | 988 | 963 | 1,023 | 1,073 | 1,093 | 1,100 | 1,195 | 1,210 | 1,244 | 1,167 | 1,251 | 1,308 | 1,258 | 1,222 | 1,018 | 1,047 | 1,104 | 1,063 | 943 | 924 | 968 | 956 | 936 | 901 | 896 | 852 | 809 | 906 | 956 | 947 | 1,243 |
| Para los censos de 1962 a 1999 la población legal corresponde a la población sin duplicidades (Fuente: INSEE [Consultar]) |     |     |     |     |       |       |       |       |       |       |       |       |       |       |       |       |       |       |       |       |     |     |     |     |     |     |     |     |     |     |     |     |       |